# Théophile Hufeland
 (juillet 2008).
Théophile Hufeland (ou Gottlieb Hufeland) est un jurisconsulte prussien, né à Dantzig en 1760, mort à Halle, en 1817.

## Biographie
Il professa successivement le droit naturel et positif, l'histoire du droit à Iéna (1788), à Wurtzbourg (1803), à Landshut et à Halle (1810).

## Publications
- Du principe du droit naturel (Leipzig)
- De quelques droits des princes protestants (léna, 1788) ;
- Traité du droit naturel, léna, 1790) ;
- Introduction à la science du droit privé allemand (léna, 1796) ;
- Éléments de la science et de la méthodologie de la jurisprudence (léna, 1797) ;
- Institution du droit positif entier (léna, 1798) ;
- De l'esprit particulier du droit romain en général (G-iessen 1815-1817, vol.)

Hufeland commença avec Johann Samuel Ersch la publication de l'Allgemeine Encyclopädie der Wissenschaften und Künste, et fut remplacé par Johann Gottfried Gruber.